# 大河原宗平
大河原 宗平（おおかわら そうへい、1953年 - ）は、日本の警察ジャーナリスト、政治活動家、内部告発者。元群馬県警部補、元鹿児島県阿久根市職員。裏金告発者にして、元群馬県警警部補懲戒免職処分取消請求訴訟（いわゆる群馬県警裏金裁判）・原告。剣道六段。

## 略歴
- 1953年、群馬県群馬郡倉田村(現・高崎市倉渕村)に生まれる。
- 群馬県立榛名高等学校卒業後、群馬県巡査拝命。20代の末（1982年）に警部補に昇任、同期ではトップの速さの昇進であったと言っている[1]。
- 警察学校教官など、本部勤務が続いていたが、1996年に、ある領収書作成依頼を不審に思い、抗議。
- 高崎警察署吉井町交番に異動。
- 2003年、裏金匿名告発のために、テレビ朝日『ザ・スクープ』の取材を受ける。
- 2004年に偽造ナンバープレートの捜査に絡み、公務執行妨害などの疑いで逮捕、懲戒免職[2]。
- 免職処分を不服とし、前橋地方裁判所に提訴。2010年11月5日結審。
- 2009年11月から群馬県高崎市において生活保護を受給していたが、他人名義の自動車を使用したとの理由で、2010年11月1日付で打ち切られる[3]。大河原は生活保護打ち切りに先立つ2010年10月、自動車を使用することには正当な理由があるとして高崎市に弁明書を提出している。
- 2010年11月22日、阿久根市長・竹原信一により市総務課長に就任。
- 2011年1月18日、阿久根市長・西平良将により市民環境課参事を命じられる。
- 2011年5月9日、前橋地裁で、請求が棄却された。また、同日の裁判で、マンション会社が個人情報を警察に無断で教えた件で、大河原の知人女性へ慰謝料5万の支払いを命じる判決が出された。県へも請求があったが棄却された[4]。
- 2015年4月26日、群馬県高崎市議会議員選挙（定数38、立候補者数51）に無所属で立候補するも第49位で落選[5]。
- 2019年4月21日、群馬県高崎市議会議員選挙（定数38、立候補者数51）に無所属で立候補するも第50位で落選[6]。

## 告発者としての主な活動
- 2004年9月、市民オンブズマン群馬による県警への捜査費返還請求に協力[7]。
- 民主党のヒアリング。
- 2010年2月13日に、黒木昭雄、仙波敏郎、清水勉などと、『警察官は本当に正義の味方か？』と題されたシンポジウムに参加。

## 阿久根市職員として
- 2010年末に刊行された”紙の爆弾”誌上における仙波敏郎の連載で、就任についての経緯が詳しく語られた。いわく、役所内の課長クラスの者全員に総務課長就任を打診したが、断られた。次に、竹原市政批判の急先鋒であるようなマスコミ関係者たちに、打診したところ、何人かは乗り気になったものの詰めの段階で逃げ腰になって断られたという。いっぽう、裁判を係争中の大河原は、何人かの支援者らから弁護団を解散するとまで言われたが、話を受けたという。ちなみに、仙波本人によると、自らの副市長ポストは専決処分なので解釈次第では違法の可能性も皆無ではないが、今回の総務課長就任に関しては法的に何の問題もないという。
- 失職後の竹原前市長が市長室に出入りしていることに対し、市民団体が出入り制限要請書を提出したが、「趣旨は分かった」としつつ要請書の受け取りを拒否した[8]。
- 選管事務局長になって、市の無駄遣いに気づいたという（上から八番目の外部リンク参照）。開票従事者の食事に公費を充てようとし、すでに菓子類まで買っていた。食費のほうは注文前に止めさせた、と述懐。
- 2010年12月23日、阿久根市議会解散請求の名縦覧会場において、選挙管理事務局長として公務中にもかかわらず名札（ネームプレート）が見えない状態でいた。市民の男性に「ネームプレートを見えるようにしろ」と要求されたことで口論となった。男性と肩がぶつかったため、公務執行妨害現行犯で逮捕し[9]、阿久根警察署に引き渡した[10][11]。
- 2011年1月17日、阿久根市長に就任した西平良将は、条件付き採用期間中である大河原を本採用しない方針を示した[12]。翌1月18日、西平は大河原を市民環境課参事に異動させた[13]。
- その後、大河原は阿久根市教育委員会参事（学校給食センター給食費収納対策担当）に異動した。大河原は自らのブログで、上司である阿久根市学校給食センター所長の行動や、西平良将市長の市政運営について非難をくりかえしている。
- 2014年3月末、阿久根市役所を定年退職。